# Kannauj (distrikt)
Kannauj är ett distrikt i den indiska delstaten Uttar Pradesh, och hade 1 388 923 invånare år 2001 på en yta av 1 994,5 km². Det gör en befolkningsdensitet på 696,4 inv/km². Den administrativa huvudorten är staden Kannauj. De största religionerna är Hinduism (83,84 %) och Islam (15,78 %).

## Administrativ indelning
Distriktet är indelat i tre kommunliknande enheter, tehsils:
- Chhibramau, Kannauj, Tirwa

## Städer
Distriktets städer är huvudorten Kannauj samt Chhibramau, Gursahaiganj, Samdhan, Saurikh, Sikanderpur, Talgram och Tirwaganj.
Urbaniseringsgraden låg på 16,70 procent år 2001.